# Hilberts hotell
Hilberts hotell är ett paradoxalt resultat som gäller ett fiktivt hotell, påhittat av matematikern David Hilbert i syfte att illustrera oändlighetsbegreppet. Han presenterade det 1924 i ett föredrag Über das Unendliche. Det fick större spridning genom George Gamows bok One Two Three... Infinity från 1947.

## Inledande förklaring
För att introducera det som vi idag kallar den minsta oändligheten (som kallas ℵ₀, "alef-noll", antalet existerande naturliga tal), så brukar man använda sig av en metod som skapades av David Hilbert,  med stor inspiration av matematikern Georg Cantor, något som vi idag känner till som "Hilberts hotell". ℵ₀ är med andra ord så många naturliga tal som finns. Med naturliga tal menas alla de tal som anger ändliga antal, alltså 0, 1, 2, 3, 4, 5, … Detta är en oändlig följd, så ℵ₀ är ett oändligt tal. Det speciella med ℵ₀ är att den har väldigt annorlunda egenskaper än vad exempelvis de naturliga talen har.
För att Hilbert skulle kunna bevisa att så här är fallet så kom han att hitta på ett hotell, vilket senare kom att kallas Hilberts hotell. Hotellet tänktes vara uppbyggt av oändligt många rum, där absolut varje enskilt rum var upptaget. Det speciella med just detta hotell som Hilbert själv lät introducera, var att trots att alla oändligt många rum var fullbokade så skulle man som receptionist ändå kunna låta fler rum bli lediga genom att använda olika listiga metoder (introduceras längre ned), vilket gjorde det möjligt för fler gäster att kunna ta in, till och med oändligt många fler gäster.
Frågan blir då givetvis, hur gör hotellets receptionister för att många många fler besökare ska kunna få den möjlighet att sova på hotellet en natt? Denna fråga var då något som David Hilbert ville förklara även för de människor som inte alls tycker matematik är särskilt intressant. Han lät introducera detta mystiska problem med hjälp av en liten saga, som i en variant följer här:

### En liten saga

#### Fall 1
Enligt sagan kom en ung vacker prinsessa sent en regnig kväll in på Hilberts hotell för att vila sig under ett dygn. Tyvärr var nu Hilberts hotell fullbokat, det vill säga att alla rum var upptagna.
Den vackra prinsessan kom i alla fall in på hotellet och frågade receptionisten om det fanns något ledigt rum. Receptionisten blev nu fundersam men kom på en lösning. Dennes lösning blev att låta respektive inneboende få flytta ett rumsnummer högre än det rum respektive person befinner sig i, vilket innebar att rum nummer 1 blev ledigt på grund av att den som bodde där nu flyttat till rum nummer 2, den som bodde i rum nummer 2 har nu flyttat till rum nummer 3 och så vidare. Receptionisten hade därigenom löst problemet!

#### Fall 2
Faktiskt så slutar inte Hilberts resonemang här, det vill säga fallet med prinsessan, utan låt oss nu istället tänka oss ett motell, kallat Hilberts motell, med precis samma princip som Hilberts hotell (det vill säga oändligt många rum, alla rum är fullbokade). Plötsligt en tragisk natt inträffade en hemsk olycka då motellet brann ner. Som tur är kom ingen av gästerna till skada men var istället i den situationen att de inte hade rum för övernattning. Receptionisten på Hilberts hotell fick ett samtal från receptionisten på Hilberts motell om detta och började genast tänka på saken. Han kom på den utmärkta idén att alla personer på Hilberts hotell får flytta till två gånger det rumsnummer de bott i, det vill säga att personen i rum nummer ett fick flytta till rum nummer två, personen i rum nummer två fick flytta till rum nummer fyra, personen i rum nummer tre till rum nummer sex och så vidare. På detta sätt blev alla de udda talen lediga för gästerna som kom från det nedbrunna Hilberts motell, så ännu en gång hade den smarta receptionisten löst problemet att få in oändligt många personer i ett hotell med (i detta fall) oändligt många udda tal.

#### Fall 3
Om det kommer oändligt många bussar med oändligt många gäster i varje, så får de ändå plats i hotellet. Detta kan till exempel visas genom att hotellrummen tilldelas dubbelnummer i ett diagonalmönster enligt principen 0:0; 1:0, 0:1; 2:0, 1:1, 0:2; 3:0, 2:1, 1:2, 0:3 och så vidare. Genom att låta det första numret svara mot en buss och det andra mot en gäst i bussen, så kan man göra ett parande (en bijektion) mellan gästerna och hotellrummen.

## Matematisk bakgrund
Georg Cantor introducerade begreppet kardinaltal när han klassificerade oändliga mängder. Det väckte mycket motstånd. Han visade att mängden av positiva heltal är lika stor som mängden av jämna positiva heltal och att de är mindre än mängden av reella tal.
Meningen med Hilberts hotell är alltså att man vill framhålla egenskaperna hos oändliga antal. Till exempel så är ℵ₀ = ℵ₀ + 1, ℵ₀ = 2 ⋅ ℵ₀ och till och med ℵ₀ = ℵ₀ ⋅ ℵ₀.
Det första exemplet betyder att mängden av naturliga tal ℕ är lika stor som mängden av positiva heltal ℤ+, det andra att ℤ+ är lika stor som 2ℤ+, mängden av alla jämna positiva tal. Slutligen visar det tredje exemplet att mängderna ℤ och ℚ (alla rationella tal, med andra ord, alla bråk) är lika stora. 

## Slutsats
Dessa tre exempel använde Hilbert för att kunna introducera till egenskaperna för räkning med (ℵ₀), det vill säga antalet naturliga tal som förekommer i den naturliga talserien. Han visade att eftersom antalet naturliga tal som finns är oändligt, så går det att lösa problemen med att exempelvis hysa in oändligt många nya människor på ett hotell med oändligt många rum.